# 크리스티안 로렌츠
크리스티안 "플라케" 로렌츠(Christian "Flake" Lorenz, 1966년 11월 6일 ~ )는 독일의 인더스트리얼 메탈 밴드 람슈타인의 키보드 담당이다. 베를린 태생이며, 과거 밴드 필링B에서 활약하였다.